# Oferta pacífica

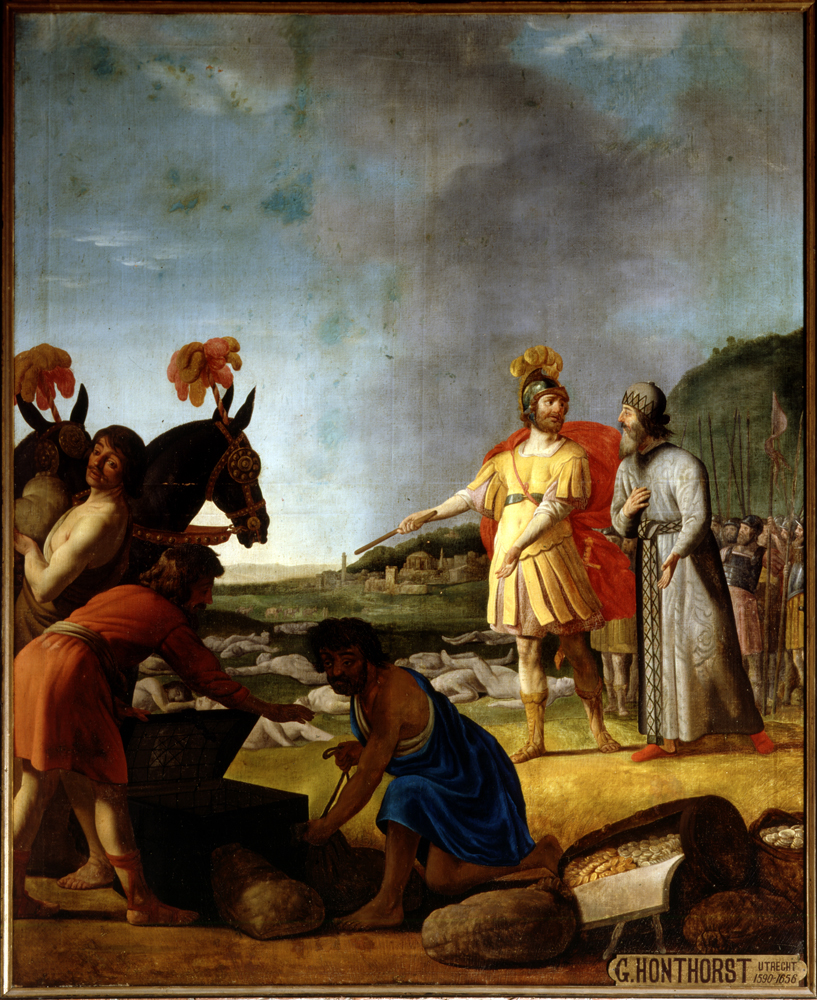
Judas Macabeu ordena que seja feito um sacrifício expiatório pelos soldados caídos.

A oferta pacífica, oferta de paz, sacrifícios pacíficos ou sacrifícios de paz (em hebraico: zevah shelamim) era um dos sacrifícios e ofertas na Bíblia hebraica (Livro de Levítico cap. 3, Levítico 7:11–35). O termo "oferta pacífica" é geralmente construído a partir de "oferta de abate" zevah e o plural de shelem (em hebraico zevah haselamiym זֶבַח הַשְּׁלָמִים), mas por vezes é encontrado sem zevah quando shelamim está no plural sozinho. O termo korban shelamim (קורבן שלמים) também é usado nos escritos rabínicos. Em versões bíblicas portuguesas, o termo é traduzido como "oferta pacífica", "oferta de bem-estar" (NVI).
Estes sacrifícios eram oferecidos por aqueles que desejavam expressar adoração e louvores a Deus bem como sua paz e gratidão para com Ele, geralmente por bençãos recebidas. Também eram divididas em três espécies: ofertas de gratidão, ofertas por um voto e ofertas voluntárias, dentre as quais a oferta de gratidão (ou de louvor) era a que mais se destacava. 

## Etimologia
Paralelos de ofertas com a mesma raiz semítica S-L-M também ocorrem em textos ugaríticos. Após a Bíblia hebraica, o termo também ocorre em pergaminhos do Mar Morto, por exemplo, no Rolo do Templo. Na Septuaginta o termo é traduzido por dois nomes gregos diferentes. Primeiro nas variações de soterios ("de salvação") do Pentateuco, Josué, Juízes. Em variações de eirenikos ("da paz") de Samuel e Reis.